# El Hassasna
El Hassasna è un comune dell'Algeria, situato nella provincia di Saida.